# Kard

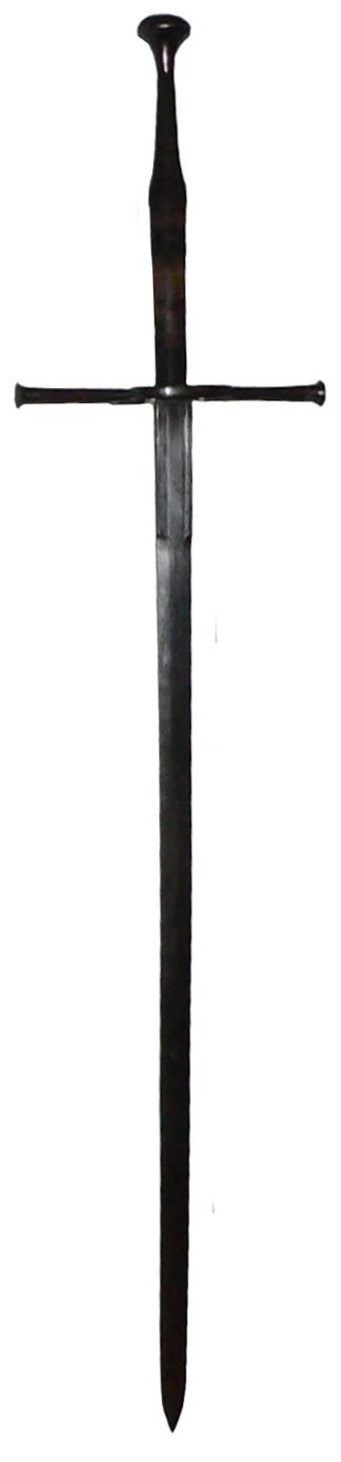
Svájci hosszúkard (15. vagy 16. század)

A kard vágásra és döfésre egyaránt alkalmas fegyver.

## Részei
Főbb részei: a penge, a keresztvas, a markolat, valamint a végsúly. A penge lehet egyenes vagy ívelt. Az egyenes pengéjű kardok ütésre és szúrásra egyaránt használhatóak, míg az íves pengéjű kardok, a szablyák jobban optimalizáltak a vágásra. A markolat hossza 8.5 cm („viking kardok”) és 60 cm (a késői, kifejlett kétkezes kardok szélsőértéke előmarkolatot nem számolva) közötti és a vívó kezének megvédésére keresztvassal, hárítólappal, hárítógyűrűvel, hárítótárcsával (rondel, tsuba) hárítótüskével, kézvédőpánttal, markolatkosárral vagy ezek kombinációjával van ellátva, de a kezet minden esetben védi legalább egy elem. A kard pengéjének tárolás, szállítás közbeni védelmére szolgál a kardhüvely, amelyet fából készítenek, külső borítása rendszerint bőr. Viselőjének rangjától függően díszíthetik faintarziával, bőrrel, bársonnyal, vagy különféle fémverettel. Léteznek szinte teljesen nyílt hüvelyek, ahol a penge csak a ricassónál van rögzítve (Landsknecht gyalogosok ábrázolásain jellemzően messerhez tartozik), illetve léteznek teljesen fém anyagú hüvelyek is (tipikusan a 18-19. századi szablyákéi).
Hazánkban ma az egyik leghíresebb kard a nemzetközi irodalmi díj, a Balassi Bálint-emlékkard, amelyet Balassa Menyhért szablyájáról mintáztak. Az eredeti kard a Magyar Nemzeti Múzeum 16. századi termében tekinthető meg.

## Története

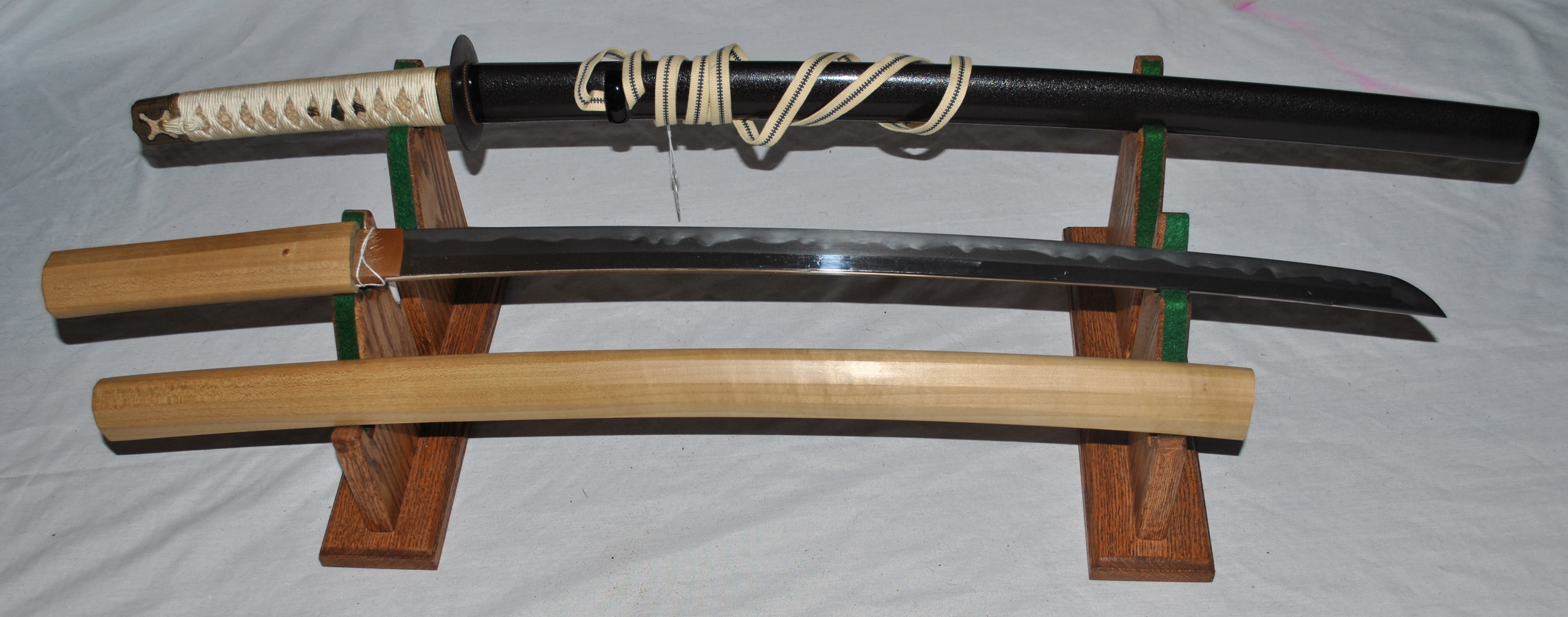
Katana

A legrégibb, kőkorszakbeli kardok valószínűleg kiélesített vagy meghegyezett husángok voltak. A mükénéi bronzkardok 80–100 cm hosszúak voltak. A görögök által használt kardok közül kettő érdemel említést, a xiphos (rövid, kétélű, jellemzően levél alakú pengével) és a kopis/falcata (egyélű, olykor fokéllel, kettős ívű, szélesedő pengével). A rómaiak a cannaei csata utáni évekig egyélű, csakis vágásra alkalmas karddal (ensis) harcoltak; azután azonban az ibérek által használt, döfésre és vágásra egyaránt használható gladius-szal fegyverezték fel katonáikat. A 2. század közepétől kezdve több légiónál a germánok hosszú, kétélű, csakis vágásra alkalmas spatha-ját alkalmazták. A sztyeppei népek mindig ívelt pengéjű szablyákkal harcoltak. Európába a hunok hoztak először szablyákat. A lovasság kardjai szinte kivétel nélkül hosszabbak és nehezebbek voltak a gyalogságban alkalmazottakénál, lévén magasabbról kellett alkalmazni ezeket, illetve ki lehetett használni a ló nagyobb teherbírását is. Ezzel párhuzamosan az egyes gyalogsági alakulatoknál is rendszeresítettek hosszú kardokat a lovasság ellen. Az Oszmán Birodalom katonáinak elterjedt fegyvere az ívelt pengéjű, „török kard”-ként ismert jatagán volt.
Az újkor közepe táján az egyre pontosabb lőfegyverek vették át a gyalogosoknál a kardok szerepét, ugyanis az 1700-as években a legtöbb hadsereg rendszeresítette az új fegyvernek számító szuronyt, így a puska egyszerre lett lő- és közelharcfegyver. A kard így a lovasság első számú fegyvere lett (kivéve az ulánusoknál, akik dzsidát használtak).
A 19. század végén megjelentek az ismétlő- és sorozatlövő fegyverek, így a lovasság egyre inkább háttérbe szorult. Ennek ellenére az összes hadsereg tartott még fenn lóval közlekedő katonákat, akik szablyákkal és karabélyokkal harcoltak. Az első világháború kezdeti éveiben még a lovasság díszes, 19. századi mintájú egyenruhákban vonult fel. Szablyájukat előrántva rohamozták meg az ellenséges lövészárkot, ám a géppuskákkal felszerelt gyalogság másodpercek alatt lekaszálta a közelharcra kiképzett lovasokat. 

A hadvezetés rájött, hogy a kard már nem számít korszerű fegyvernek. Több példányt átalakítottak gyalogsági használatra. Ezt úgy érték el, hogy a fegyvert lerövidítették, a végét pedig újra kiélezték, így tulajdonképpen egy kard markolatú, hosszú rohamkést hoztak létre.

Szablyával rohamozó lovas katona

Az első világháború tapasztalatai ellenére a lovasság számára 1945-ig rendszeresítettek kardot egyes hadseregek. Az USA elleni harcban a japán gyalogság többször is bevetette a nagy nemzeti múlttal  rendelkező katanát (szamurájkardot), melyből több példányt is az amerikai katonák vittek haza a háború után. A náci Németország bukása után teljesen megszűnt a lovasság, így a kardok végleg eltűntek a csataterekről.

A magyar huszárok az 1904 M. lovassági karddal harcolták végig mindkét világháborút.

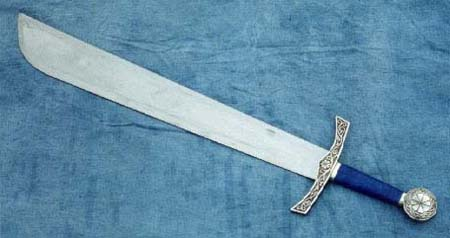
Falchion

Napjainkban már csak díszeszköz a hadseregekben, rendszerint a tisztek és a magasabb rangú katonák (főtisztek, tábornokok) viselnek hivatalos megjelenéskor kardot.
Kedvelt sporteszköz (Japánban nemzeti hagyomány), olimpiai versenyszám is.
A mitológiák is utalnak a kard fontosságára: az Enúma elis amorita teremtéseposz szerint Marduk volt többek között a kard feltalálója, de a skandináv mitológiában is fontossággal bír (Surtr, az óriás védi a Tűz országát), a Bibliában pedig elsőként annak kapcsán említik meg ezt a fegyvert (tüzes kardnak nevezve azt), hogy az Édenkert egyik őrzőjeként szolgáljon az ember elűzése után a kerubok mellett – később viszont már a köztudat a kerubok kezébe képzelte a fegyvert. A főangyalok közül Mihály, Gábriel, Uriel arkangyalok attribútuma volt kard.
Összességében a kardok típustól függően főleg döfésre, szúrásra, vágásra voltak alkalmasak, melyeket rangnak megfelelően készítettek, díszítettek. 